# Harpochilus neesianus
Harpochilus es un género monotípico de fanerógamas perteneciente a la familia Acanthaceae.
El género tiene 3 especies herbáceas descritas y de estas, solo una aceptada: Harpochilus neesianus que es originaria de Brasil donde se encuentra en la Caatinga.

## Taxonomía
Harpochilus neesianus fue descrita por Mart. ex Nees y publicado en Flora Brasiliensis 9: 146, t. 24. 1847.
Sinonimia
- Justicia neesiana Mart. ex Nees